# Gob
Pour les articles homonymes, voir Gob (homonymie).
Gob est un groupe de punk rock canadien, originaire de Langley, en Colombie-Britannique. Il est mieux connu pour des tubes comme Oh! Ellin ou Give Up the Grudge. Plusieurs chansons de ce groupe servent à créer la bande son de jeux vidéo parus chez EA, comme Madden NFL 2004 ou NHL 2002 et NHL 2004. Give Up the Grudge figure sur la bande originale d'American Pie 3. Le groupe est d'autant plus reconnu lorsque son leader Tom Thacker devient guitariste principal du groupe Sum 41, en 2007.

## Biographie
Gob est formé en 1993 et se compose de Tom Thacker à la guitare solo et au chant, Theo Goutzinaki à la guitare rythmique et au chant, Patrick « Wolfman Pat » Paszana à la batterie, et Kelly Macauley à la basse. Thacker et Goutzinakis alternaient souvent entre guitare et chant. À leurs débuts, Tom restait à la guitare solo, et Theo au chant et à la guitare rythmique.
Ils enregistrent leur premier album, l'éponyme Gob, en 1993, qu'ils publient en 1994 chez Landspeed Records. Les chansons 1, 2 et 8 sont réenregistrées et publiées sur l'album Too Late... No Friends. Kelly Macauley est remplacé par Jamie Fawkes et le groupe publie en 1995, Too Late... No Friends chez Mint Records et Landspeed Records. Il est plus tard réédité par Nettwerk en 2000. Après la sortie de Too Late... No Friends, Gob remplace plusieurs de ses bassistes jusqu'à l'arrivée de Craig Wood. « Wolfman » Pat quitte le groupe après la naissance de sa fille, Rhyleah, avant l'enregistrement de How Far Shallow Takes You, et est remplacé par Gabe Mantle, ancien membre du groupe de Vancouver Brand New Unit. Avec une nouvelle formation, Gob publie How Far Shallow Takes You chez Fearless Records en 1998 ; il est réédité en 1999 chez Landspeed à cause de conflits avec Fearless. Il est aussi réédité par Nettwerk Records la même année.
Gob publie The World according to Gob, en 2001. Cet album est le mieux vendu de Gob en date ; qui comprend leur chanson à succès I Hear You Calling. Musicalement, il continue dans la lignée du punk rock des années 1990. D'autres singles publiés sur World According To sont For the Moment, That's the Way et No Regrets. L'album est certifié disque d'or par la CRIA en mai 2002. En 2002, Gob publie l'EP F.U. sur leur nouveau label Arista Records. Ming Tran est publié comme single issu de l'EP.
En 2004, le bassiste Wood quitte le groupe pour jouer avec Avril Lavigne.
En novembre 2013, le mariage de Tom Thacker est montré dans le New York Times. Le 27 mai 2014, Gob annonce la sortie de Apt. 13 le 26 août chez New Damage Records. Le 6 août 2014, ils annoncent une tournée canadienne, avec Seaway.

## Membres

### Membres actuels
- Tom Thacker - chant, guitare (depuis 1993)
- Theo Goutzinakis - guitare, guitare rythmique, chant (depuis 1993)
- Gabe Mantle - batterie, percussions, chœurs (depuis 1998)
- Steven Fairweather - basse, chœurs (depuis 2008)

### Anciens membres
- Kelly Macauley - basse, chœurs (1993-1995)
- Jamie Fawkes - basse, chœurs (1995-1996)
- Happy Kreter - basse, chœurs (1996-1998)
- Patrick « Wolfman Pat » Paszana - batterie, percussions, chœurs (1993-1998)
- Craig Wood - basse, chœurs  (1998-2004)
- Tyson « Peter Pan » Maiko - basse, chœurs (2007-2008)